# Tisnogambar
Tisnogambar is een bestuurslaag in het regentschap Jember van de provincie Oost-Java, Indonesië. Tisnogambar telt 11.414 inwoners (volkstelling 2010).